# 소프트웨어보안 국제공동연구센터
소프트웨어보안 국제공동연구센터(Center for Software Security and Assurance)는 세계 각국의 보안 연구실과 IoT 시스템 소프트웨어 및 네트워크의 취약점 자동분석 연구를 위한 플랫폼(IoTcube) 구축을 목적으로 설립된 고려대학교 산학협력단 산하 연구센터이다. 서울특별시 성북구 안암동 고려대 자연계캠퍼스(안암로 145)에 위치하고 있다.
정식명칭은 고려대 소프트웨어보안 국제공동연구센터 또는 IoT 소프트웨어보안 국제공동연구센터이며, 영문 약자인 CSSA로 부르기도 한다. 센터장은 고려대학교 교수 이희조이다.

## 연구 참여기관
- 한국 고려대학교
- 미국 Carnegie Mellon University
- 영국 University of Oxford
- 스위스 ETH Zurich
- 한국 한국인터넷진흥원

## IoTcube
SW보안 취약점을 자동 분석하기 위해 각국 연구진과 공동으로 개발한 플랫폼으로 블랙박스, 화이트박스, 네트워크 기반 테스팅을 지원하며, 2016년 4월에 일반에 무료로 공개되었다. (https://iotcube.net)

## 주요 연혁
- 2015. 06. 소프트웨어보안 국제공동연구센터 설립
- 2015. 11. 소프트웨어보안 국제공동연구센터 개소식
- 2016. 04. IoTcube 서비스 개시
- 2016. 11. 보안취약점 자동분석 아이디어 공모전 개최
- 2017. 02. 제1회 IoTcube 컨퍼런스 개최
- 2017. 11. 美 LA I3 컨소시엄 창립 멤버
- 2018. 11.  소프트웨어 보안 연구소 (확대 개편)